# Henrik Stangerup
Henrik Stangerup (Copenaghen, 1º settembre 1937 – 4 luglio 1998) è stato uno scrittore, regista cinematografico e giornalista danese.

## Biografia
Henrik Stangerup era il nipote dello scrittore svedese Hjalmar Söderberg. Dopo la formazione iniziale, si indirizzò allo studio della teologia senza però portare a termine gli studi; cominciò invece a lavorare come giornalista nell'ambito della critica cinematografica, affermando la propria personalità di vivace polemista all'interno del mondo culturale danese. Esordì nel 1958 con Lille Håbs rejse, la prima raccolta di racconti, a cui seguirono una seconda, Grønt og sort, nel 1961 – opere che non registrarono alcun riscontro – e nel 1966 gli scritti satirici Veritabel pariser. Ma Stangerup dovette aspettare il 1969 perché critica e pubblico finalmente si occupassero dei suoi lavori, e ciò avvenne con la pubblicazione di Slangen i brystet, romanzo di impronta neorealista che tratta di un giornalista danese a Parigi.
Il successivo lavoro, datato 1971, fu il romanzo Løgn over løgn, esplorazione dell'influenza del Puritanesimo nella mentalità del popolo danese e libello critico nei confronti della cultura di sinistra; una presa di posizione ideologica contro la socialdemocrazia danese che si sviluppò nel seguente romanzo del 1973, Manden der ville være skyldig (da cui nel 1990 fu tratto l'omonimo film di fantascienza). Qui, in un clima mutuato dall'Orwell di 1984, tramite la vicenda di un omicida che invoca l'espiazione della pena anziché la cura in un centro psichiatrico l'autore ritornò sul tema dei sensi di colpa e continuò nell'opera di forte contrasto al welfare state e alla concezione socialdemocratica europea. Nella sola Danimarca il libro vendette 60 000 copie. Fjenden i forkøbet è invece un romanzo autobiografico del 1977 in cui lo scrittore, aprendosi a tematiche personali e sociali, parla della propria crisi esistenziale, racconta del divorzio con la moglie, del credito controverso che derivò a suo padre dal suo ruolo durante la Seconda guerra mondiale, e poi della morte del genitore.
Lungo tutti gli anni settanta, Stangerup si occupò del pensiero del filosofo suo connazionale Søren Kierkegaard, studiandone gli aspetti estetici, religiosi ed etici. Trasferì negli anni a seguire queste sue acquisizioni in una trilogia di romanzi. Il primo, Vejen til Lagoa Santa (definito dal Chicago Tribune «Il miglior libro straniero dell'anno»), pubblicato nel 1981, rappresenta il lato etico della filosofia kierkegaardiana e narra la storia del naturalista e paleontologo Peter Wilhelm Lund, cognato del filosofo, che condusse per lunghi anni le sue ricerche in Brasile dove morì a Lagoa Santa. Coglie invece il lato estetico Det er svært at dø i Dieppe, del 1985. Il protagonista è lo scrittore e critico letterario Poul Martin Møller, di cui Kierkegaarg fu allievo. Il terzo libro si intitola Broder Jacob e tratteggia la dimensione filosofica del pensatore danese. Edito nel 1991, descrive l'approccio di un monaco francescano con gli Indiani Maraschi del Messico e con il loro spirito religioso. L'ultima fatica letteraria di Stangerup nel campo della narrativa fu il libro del 1997 Datter af: Scener om en mor, che ruota attorno alla figura della madre Betty Söderberg. Rilevante è anche la produzione saggistica del letterato danese: i titoli più significativi sono Kunsten at vcere ulykkelig e I flugtens tegn.
Henrik Stangerup si dedicò inoltre alla cinematografia. A cavallo fra gli anni sessanta e settanta, l'artista danese curò la regia di cinque film. Al 1977 risale l'ultimo di essi, in cui Stangerup diresse attori non professionisti: si tratta del film Jorden er flad, tratto dal lavoro teatrale Erasmus Montanus di Ludvig Holberg e ambientato in Brasile.
Stangerup è morto nel 1998.

## Opere
- Lille Håbs rejse, 1958
- Grønt og sort, 1961
- Veritabel pariser, 1966
- Slangen i brystet, 1969
- Løgn over løgn, 1971
- Manden der ville være skyldig, 1973
  - L'uomo che voleva essere colpevole, introduzione di Anthony Burgess, Milano: Iperborea, 1990 ISBN 88-7091-013-X; Parma: Guanda, 2001 ISBN 88-8246-316-8
- Fjenden i forkøbet, 1978
- Vejen til Lagoa Santa, 1981
  - Lagoa santa, traduzione e introduzione di Bruno Berni, Milano: Iperborea, 1989 ISBN 88-7091-008-3
- Det er svært at dø i Dieppe, 1985
- Tag din seng og gå. En personlig beretning, 1986
  - Prendi il tuo letto e vattene, a cura di Bruno Berni, Roma: Biblioteca del Vascello, 1994 ISBN 88-7227-429-X
- Den kvarte sandhed, 1989
- Broder Jacob, 1991
  - Fratello Jacob, Milano: Iperborea, 1993 ISBN 88-7091-037-7
- I flugtens tegn, 1993
- Datter af. Scener om en mor, 1995
- At skrive eller dø. En essayrejse København-Paris-Rio-Langebæk, 1999
- Tværtimod! Levned og meninger 1956-98, 2003